# بهروز بوجاني
بهروز بوجاني (بالفارسية: بهروز بوچانی)، مواليد 23 يوليو 1983، وهو صحفي كردي إيراني، ومدافع عن حقوق الإنسان، وكاتب، ومنتج أفلام. احتُجز في مركز احتجاز، تديره أستراليا في  جزيرة مانوس، في أبوا في غينيا الجديدة، من عام 2013 حتى إغلاقها في عام 2017. وبقي في الجزيرة قبل نقله إلى بورت مورسبي مع المعتقلين الآخرين نحو سبتمبر 2019. في 14 نوفمبر 2019، وصل  إلى كرايستشيرش، نيوزيلندا بتأشيرة مدتها شهر واحد  للتحدث في حدث خاص نظمته وورد كرايستشيرش، إضافةً إلى مناسبات أخرى. في ديسمبر 2019، انتهت صلاحية تأشيرته، التي مدتها شهر واحد، وبقي في نيوزيلندا بتأشيرة منتهية الصلاحية حتى أصبح لاجئًا في يوليو 2020. وفي ذلك الوقت، أصبح زميل أبحاث مساعد أول في جامعة كانتربري.
جوباني هو المخرج المساعد مع صانع الأفلام الإيراني آراش كمالي سارفستاني في الفلم الوثائقي (شوكا، من فضلك أخبرنا الوقت)،   وقد نشر العديد من المقالات في وسائل الإعلام الرائدة على الصعيد الدولي حول معاناة اللاجئين الذين تحتجزهم الحكومة الأسترالية في جزيرة مانوس، وحصل على العديد من الجوائز.
فازت مذكرته لا صديق إلا الجبال بجائزة فيكتوريا للأدب، وجائزة فيكتوريا الأولى للقصص غير الخيالية في يناير 2019. نشر الكتاب إلكترونيًا في سلسلة من الرسائل الفردية بمرور الوقت، وقد ترجمها أوميد توفيغيان من الفارسية إلى الإنكليزية.

## حياته

### في إيران
ولد بوجاني في عيلام، إيران عام 1983. وقد وصف نفسه بأنه طفل الحرب، إشارة  إلى حرب الثمانينات بين البعثيين العراقيين والمتعصبين الإيرانيين، التي جرت إلى حد كبير في موطنه الكردي في غرب إيران. تخرج من جامعة تربية مدرسة وجامعة تربية المعلم (التي تُسمى الآن جامعة خرازمي)، وكلاهما في طهران حصل على درجة الماجستير في العلوم السياسية والجغرافيا السياسية والسياسة الجغرافية. بدأ حياته المهنية في الكتابة للصحيفة الطلابية في جامعة تربية مدرسة، قبل أن يعمل صحفيًا مستقلًا في العديد من الصحف الإيرانية، مثل: كاسبوكار، ويكلي  قانون، واعتماد ومقرها طهران، و كذلك وكالة الرياضة الإيرانية. كتب مقالات عن سياسات الشرق الأوسط،  وحقوق الأقليات، وبقاء الثقافة الكردية، وقام في الخفاء  بتعليم الأطفال والكبار لهجة كردية معينة من منطقة إيلام، التي تعد لغتهم الأم. شارك في تأسيس وإنتاج مجلة  وريا (تلفظ أيضا فاريا)، التي عدها أهم أعماله، وأيضًا جذبت المجلة انتباه السلطات الإيرانية  بسبب محتواها السياسي والاجتماعي. يعتقد بوجاني أنه من المهم أن تحتفظ مدينة ايلام الكردية بهويتها ولغتها وثقافتها. تمت مراقبته عن كثب لكونه عضوًا في الحزب الديمقراطي الكردي المحظور في إيران وفي الاتحاد الوطني للطلاب الأكراد. في فبراير عام 2013، داهمت قوات الحرس الثوري الإسلامي مكاتب وريا، الذي تأسس بعد ثورة 1979 لحماية نظام الجمهورية الإسلامية في البلاد، وقمع انتفاضات الحركات المنحرفة، وكان قد سبق وهُدد بوجاني بالاعتقال. لم يكن بوجاني في المكتب في ذاك الوقت، ولكنه اعتقل 11 من زملائه، وأيضًا سجن العديد منهم فيما بعد. اختبأ بوجاني لثلاثة أشهر بعد نشر خبر الاعتقالات على الإنترنت ، وانتشار الأخبار عالميًا، وفي 23 مايو 2013 هرب من إيران و شق طريقه إلى إندونيسيا عبر جنوب  شرق آسيا.  